# 弗雷谢奥尔
弗雷谢奥尔（法語：Fréchet-Aure）是法国上比利牛斯省的一个市镇，属于巴涅雷德比戈尔区（Bagnères-de-Bigorre）阿尔罗县（Arreau）。该市镇总面积3.4平方公里，2009年时的人口为13人。

## 人口
弗雷谢奥尔人口变化图示